# Belle-Église

Belle-Église este o comună în departamentul Oise, Franța. În 1 ianuarie 2022 avea o populație de 725 de locuitori.